# Фернандес, Фред
Фредерик (Фред) Фернандес (англ. Frederick (Fred) Fernandez, 9 октября 1927, Ипох, Федеративные Малайские Государства) — сингапурский хоккеист (хоккей на траве), нападающий.

## Биография
Фред Фернандес родился 9 декабря 1927 года в малайзийском городе Ипох.
Играл в хоккей на траве за «Цейлон».
В 1956 году вошёл в состав сборной Сингапура по хоккею на траве на Олимпийских играх в Мельбурне, занявшей 8-е место. Играл на позиции нападающего, провёл 4 матча, забил (по имеющимся данным) 1 мяч в ворота сборной Афганистана. Отправиться на Олимпиаду Фернандесу удалось только в последний момент из-за проблем с документами.